# 竹井10日
竹井 10日（たけい とうか、1972年8月26日 - ）は、日本の愛知県名古屋市出身のゲームクリエイター・脚本家・ライトノベル作家である。
名前の読み方について「とおか」と通常の表記をされることもあるが、竹井本人によるウェブサイトでは一貫して「とうか」という表記が用いられており本項もこれに従う。

## 略歴
コンシューマ系のゲームソフト会社で企画に携わった後、独立してホビボックス系列のアダルトゲームブランド・Marronを設立。2001年の同ブランドのデビュー以来、全作品の企画・シナリオを担当し、一般的に別人が担当することが多いノベライズ・ドラマCDといった派生作品も自ら手がけている。また、これとは別に個人でも2005年より角川スニーカー文庫でライトノベル作品を執筆している。ライトノベルについてはその後、角川スニーカー文庫以外からも一迅社文庫・講談社ラノベ文庫で作品を刊行している（2012年12月現在）。
ライトノベル作家としてのスタートについて、竹井はインタビュー記事において「『秋桜の空に』のノベライズを手がけた際にイラストを担当いただいた依澄れいさんがスニーカー文庫でもお仕事をされていて、その担当の方がノベライズ『秋桜の空に』を読まれて声をかけていただいたのがきっかけ」との趣旨で語っている。竹井はまた同インタビューにおいて「学生のころに書いていたのは『ロードス島戦記』風のファンタジーで、ラブコメは『秋桜の空に』が初」とも述べている。
学生時代には国語の教員免許を取得している。

### 評価
竹井の作品『彼女がフラグをおられたら』の担当編集者に対するインタビュー記事においては「仕事が大変速い方で、（インタビュー実施時点において）他社も合わせて4作品に係わっておられ執筆にかかりきりの毎日にもかかわらず、それを全く苦にせず呼吸と同レベルの作業のようにこなしておられ、担当編集者として頭が下がる思いです。執筆の合間にご趣味のゲームも楽しんでおられる本当にパワフルです」との趣旨で評されている。
竹井本人は自らについて「本業としてはゲームプランナー。最近（注：2011年11月現在）は文字を書く仕事は何でも幅広くやる感じになっているが」としている。
影響を受けた作家としては水野良・田中哲弥の名を挙げている。水野については「『ロードス島戦記』がなければ自分は恐らく小説執筆はしていなかったと思う。水野良先生は私の心の師」としており、田中については「『大久保町の決闘』を学生時代に読んだときのインパクトは自分の血となって流れている気がする」と語っている。
子供の頃から空想好きで学生のころは作家を志向したこともあったが、ゲーム企画などの紆余曲折を経て実際に作家業をやっている現時点では作家という立場にはそれほどのこだわりはない。媒体に関係なく自らの創作物を求めてくれる方々がいる限りはそれに応えていきたいとしている。

### ペンネームの由来
Marronを設立する以前、当初は「竹井十日」と名乗っていた。だが、使っているメール環境の関係かどうしても送信先では「十日」の部分が文字化けして表示されてしまう（いわゆるダメ文字）という問題に悩まされていた。
そんな折、たまたま流れ着いた（当時ネット上で隆盛であったKey作品の二次創作関連と思われる）一読者とのメールのやりとりにて「十日」の文字化けの対処法を尋ねたところ、「十で化けるなら十以外を使えばいい。漢字じゃなくて数字を使えばいい。その方がペンネームとしてインパクトがあってむしろかっこいい」という回答があったため、早速それを取り入れて現在の「竹井10日」というペンネームに改めた。

## 作風
作品の特徴としては、ギャグの連発で展開するハイペースなものである。竹井本人も「『秋桜の空に』ノベライズの時から「既にオンリーワン状態で、自らのテイストを他の方に表現していただくのは無理だと考えていた」との趣旨でこれを肯定する発言をしている。竹井の作品に関して「小気味よいテンポの会話が魅力で登場人物の個性の描き方も巧みだが、地の文に三人称と一人称が混在するなど独特の文章は読者を選ぶのでは」との趣旨で評されたこともある。
また、作品中のヒロインの数が多くメインヒロインが誰なのか判然としない傾向もあるが、これについて竹井は「『銀英伝』のオーベルシュタインのナンバー2不要論のようなヒロイン不要論というか、ナンバー3級のヒロインが気がついたら乱立しているという傾向は確かにある」との趣旨でこれを肯定している。

## 趣味
竹井は自らの趣味に関して、2012年11月現在「書くこと以外の趣味はゲームでジャンル的には『スパロボ』や『Gジェネ』といったシミュレーション系・RPG系のもの。ギャルゲーはかつてはやっていたが最近はやっていない」と語っている。また「ドラクエXのβテストに通るといいな」との発言もあった。
ゲームについては竹井は「ゲーム制作者としてデバッグ作業などをしてきた結果、シミュレーションゲームの相手ターン中やゲームをする合間に執筆ができるようになった。むしろ執筆速度はゲームしながらの方が速い」としている。これについては担当編集者の1人から内容を裏付けるような発言もなされている。

## 作品リスト

### Marron作品
- 秋桜の空に（2001年7月27日発売）
- お姉ちゃんの3乗（2003年7月25日発売）
- ひまわりのチャペルできみと（2007年8月24日発売）

### 漫画
- もうすぐ死ぬひと（2013年7月 - 2015年5月・COMIC メテオ）
- がくだん!（2015年4月 - 2016年1月・月刊コンプエース）

### ライトノベル
- 秋桜の空に 〜奈々坂の門〜（2002年・ケイエスエスノベルズ）
- ポケロリ（2005年・角川スニーカー文庫）
- らき☆すた らき☆すた殺人事件（2007年・角川スニーカー文庫）
- らき☆すた らき☆すたオンライン（2008年・角川スニーカー文庫）
- らき☆すた スーパー童話大戦（2008年・角川スニーカー文庫）
- かんなぎ 〜校内ケガレ浄化合宿〜（2008年・一迅社文庫）
- 東京皇帝☆北条恋歌（2009年2月 - 2014年4月・角川スニーカー文庫）
- 10歳の保健体育（2010年6月 - 2015年4月・一迅社文庫）
- 彼女がフラグをおられたら（2011年12月 - 2016年9月・講談社ラノベ文庫）
- ここから脱出たければ恋しあえっ（2012年5月 - 2013年5月・角川スニーカー文庫）
- 愛だ恋だを取り締まる俺に、春がやってきたので無秩序（2014年9月 - 2015年9月・角川スニーカー文庫）
- 誉められて神軍（2016年11月 - 2017年12月・講談社ラノベ文庫）
- 魔導GPXウィザード・フォーミュラ（2017年4月 - ・角川スニーカー文庫）
- 完璧美少女な天才ショタがダダ甘お姉ちゃんと業界仰天のゲームを創りながらゲーム作りの怖いお話を聞かされています!（2019年8月 - ・講談社ラノベ文庫）
- 僕を遺していく残酷な君と、君を忘れられない僕と（2019年12月・LINE文庫）
- モンスター娘TD ボクは絶海の孤島でモン娘たちに溺愛されて困っています VSラシオン騎士団編（2022年9月・ファミ通文庫）

### ドラマCD
いずれも発売元はHOBiRECORDS。
- ドラマCD 秋桜の空に（2003年 - 2005年）
- ドラマCD お姉ちゃんの3乗（2004年）
- 魔法店舗カナルナ（2006年）

インターネットラジオ番組「ユカナ*ハルナのスイートマジック」内にて配信されたラジオドラマ。監修と第1話 - 第6話の脚本を担当。

### ゲーム
- BLUE PROTOCOL[6]（2023年）

### その他
- 羊でおやすみシリーズ（vol.6、9の脚本を担当）
- グリードパケット∞（第4巻のドラマCD付き特装版にて、ドラマCDの脚本を担当）
- 田村ゆかり LOVE♥LIVE 2012 *I Love Rabbit*（メンバー紹介映像の脚本を担当）
- 彼女がフラグをおられたら（テレビアニメ版第14話の脚本を担当）